# مونتاکیوت، استرالیای جنوبی
مونتاکیوت (به انگلیسی: Montacute) یک منطقهٔ مسکونی در استرالیا است که در استرالیای جنوبی واقع شده‌است.